# Йонаґо
35°25′41″ пн. ш. 133°19′51″ сх. д. / 35.42806° пн. ш. 133.33083° сх. д.
Йонаґо (яп. 米子市) — місто в Японії, на заході префектури Тотторі. Межує з такими містами як: Дайсен — зі сходу, Намбу й Хокі — з півдня, Ясуґі (префектура Сімане) — з заходу, Сакай-Мінато — з півночі.